# Опаківська сільська рада
| Опаківська сільська рада — орган місцевого самоврядування у Дрогобицькому районі Львівської області з адміністративним центром у с. Опака. Історична дата утворення: в 1939 році. Водоймища на території, підпорядкованій даній раді: річка Опака. Сільській раді підпорядковані населені пункти: - с. Опака |

## Склад ради
Рада складається з 18 депутатів та голови.

### Керівний склад ради
| ПІБ                    | Основні відомості                                                                    | Дата обрання | Дата звільнення |
| ---------------------- | ------------------------------------------------------------------------------------ | ------------ | --------------- |
| Шагур Ганна Михайлівна | Сільський голова, 1950 року народження, освіта                                       | 26.03.2006   | 31.10.2010      |
| Шагур Ганна Михайлівна | Сільський голова, 1950 року народження, освіта вища, Політична партія «Наша Україна» | 31.10.2010   |                 |

Примітка: таблиця складена за даними джерела